# Svedala Station
Svedala Station er en svensk jernbanestation i Svedala på Ystadbanan.

## Trafik
Det primære togsystem til og fra Svedala, er Pågatågen, der kører fra Simrishamn, via Ystad, til Malmö/Hyllie, og videre til bl.a. Helsingborg, Hässleholm og Kristianstad.
Tidligere kørte DSB InterCitytog mellem København H og Ystad, med forbindelse til færgen mod Bornholm, det såkaldte InterCity Bornholm. Det blev imidlertid indstillet ved køreplansskiftet 10. december 2017.
| Jernbane | Spire Denne jernbaneartikel er en spire som bør udbygges. Du er velkommen til at hjælpe Wikipedia ved at udvide den. |

55°30′25.6″N 13°13′57.3″Ø / 55.507111°N 13.232583°Ø